# Carnavalul de la Veneția

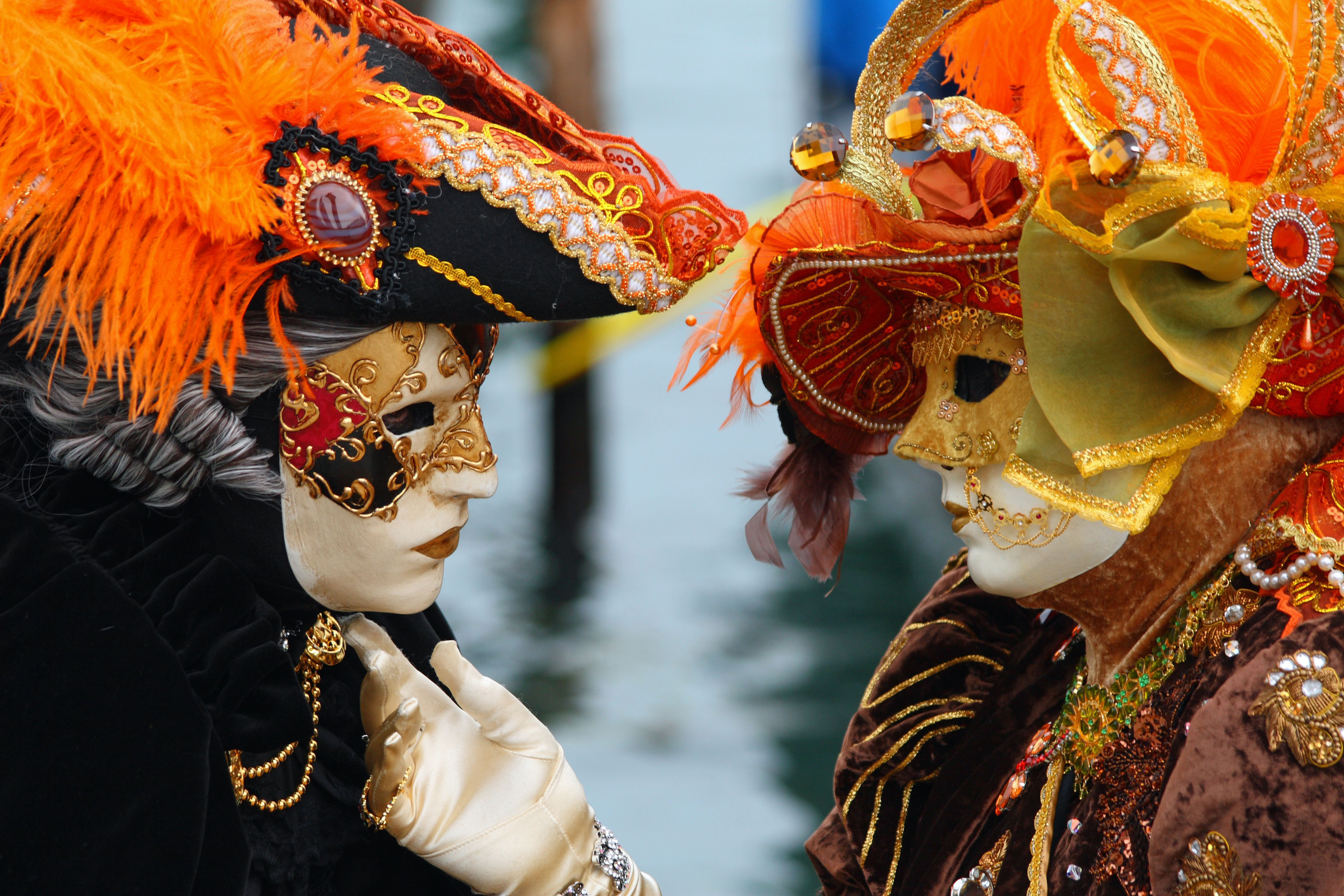
Carnavalul Venețian este faimos datorită măștilor extravagante specifice

Carnavalul de la Veneția (numit și Carnavalul venețian; în italiană: Carnevale di Venezia) este un festival anual sărbătorit în Veneția, Italia. Carnavalul se termină odată cu celebrarea creștină a Postului Mare, la 40 de zile înainte de Paște, pe data Lăsatului secului de carne, în ziua de dinaintea Miercurii Cenușii. Acest festival este cunoscut în toată lumea datorită măștilor extravagante specifice.

## Istorie
Despre Carnavalul Venețian se spune că a început de la o victorie a Republicii Venețiene împotriva Patriarhului din Aquileia, din anul 1162. În onoarea acestei victorii, oamenii au început să danseze și să se adune în Piața San Marco. În secolul al XV-lea, carnavalul baroc a fost o modalitate de a salva imaginea de prestigiu a Veneției în lume.
Sub domnia lui Francisc al II-lea al Sfântului Imperiu Roman și mai târziu al Imperiului Austriei, festivalul a fost interzis în întregime în 1797, iar utilizarea măștilor a fost strict interzisă. A reapărut treptat în secolul al XIX-lea, dar numai pentru perioade scurte și mai ales pentru sărbători private, unde a devenit o ocazie pentru creațiile artistice.
După o lungă pauză, carnavalul a revenit în 1979. Guvernul italian a decis să readucă istoria și cultura din Veneția, aproximativ 3 milioane de vizitatori vin la în fiecare an pentru carnaval.

## Galerie

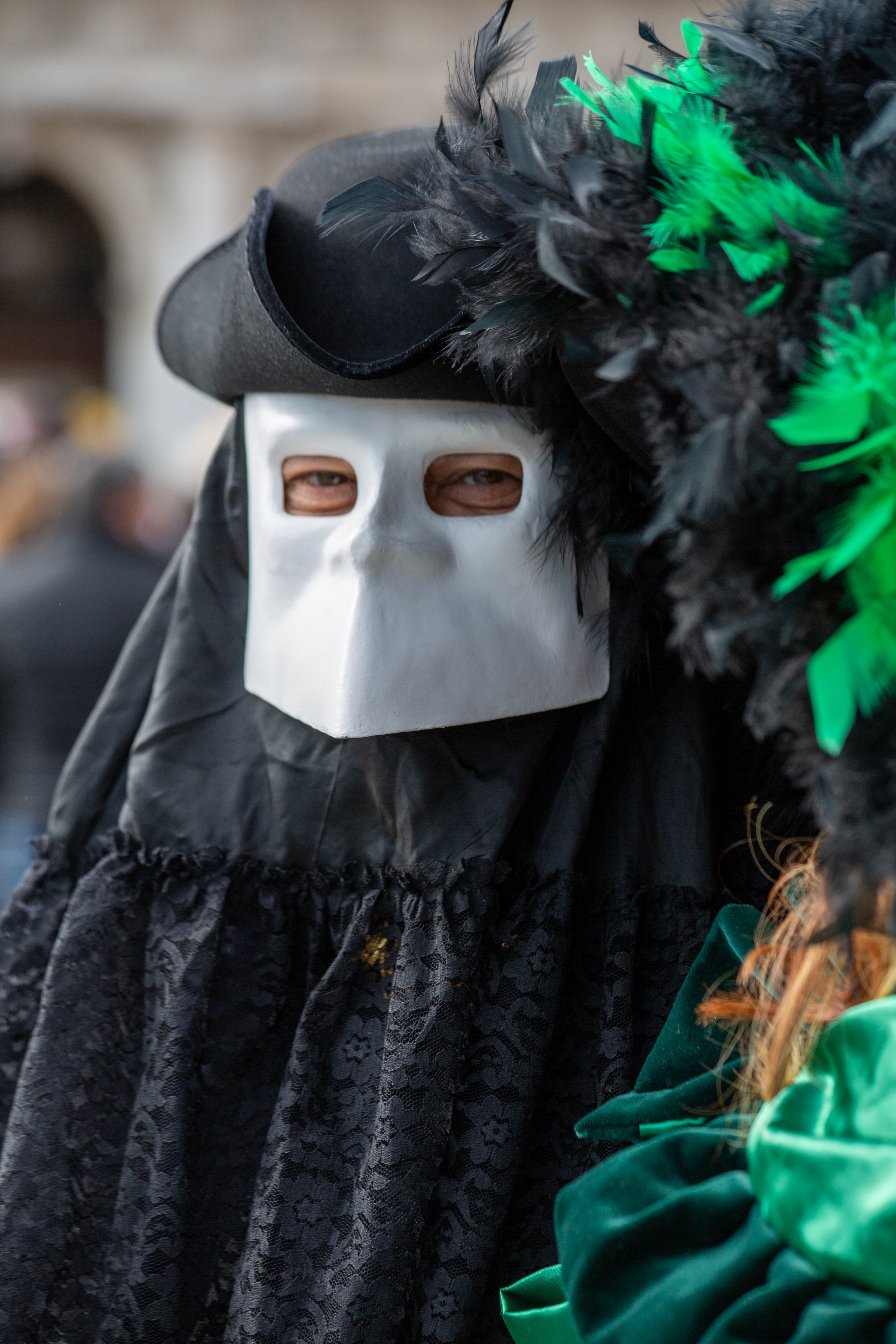
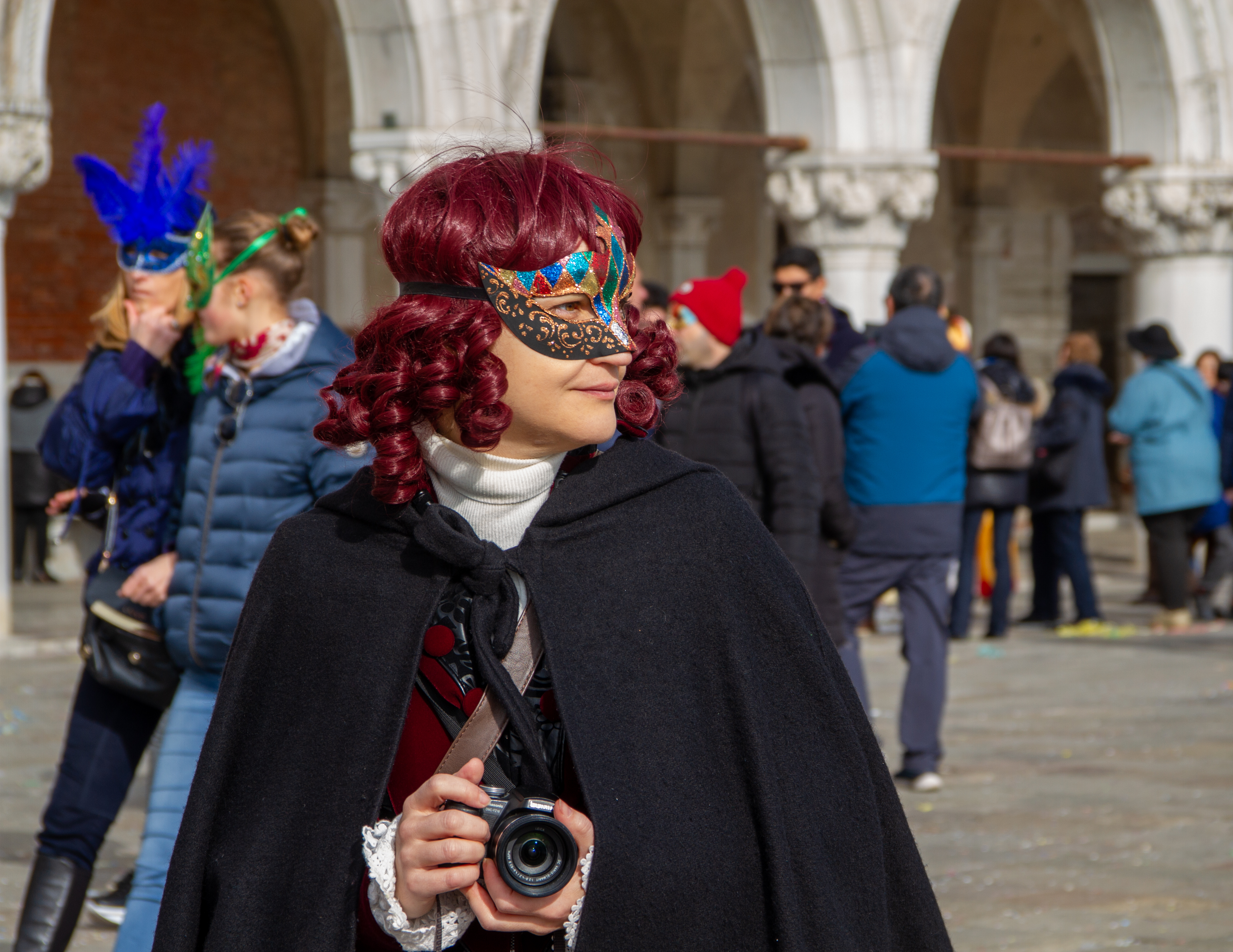
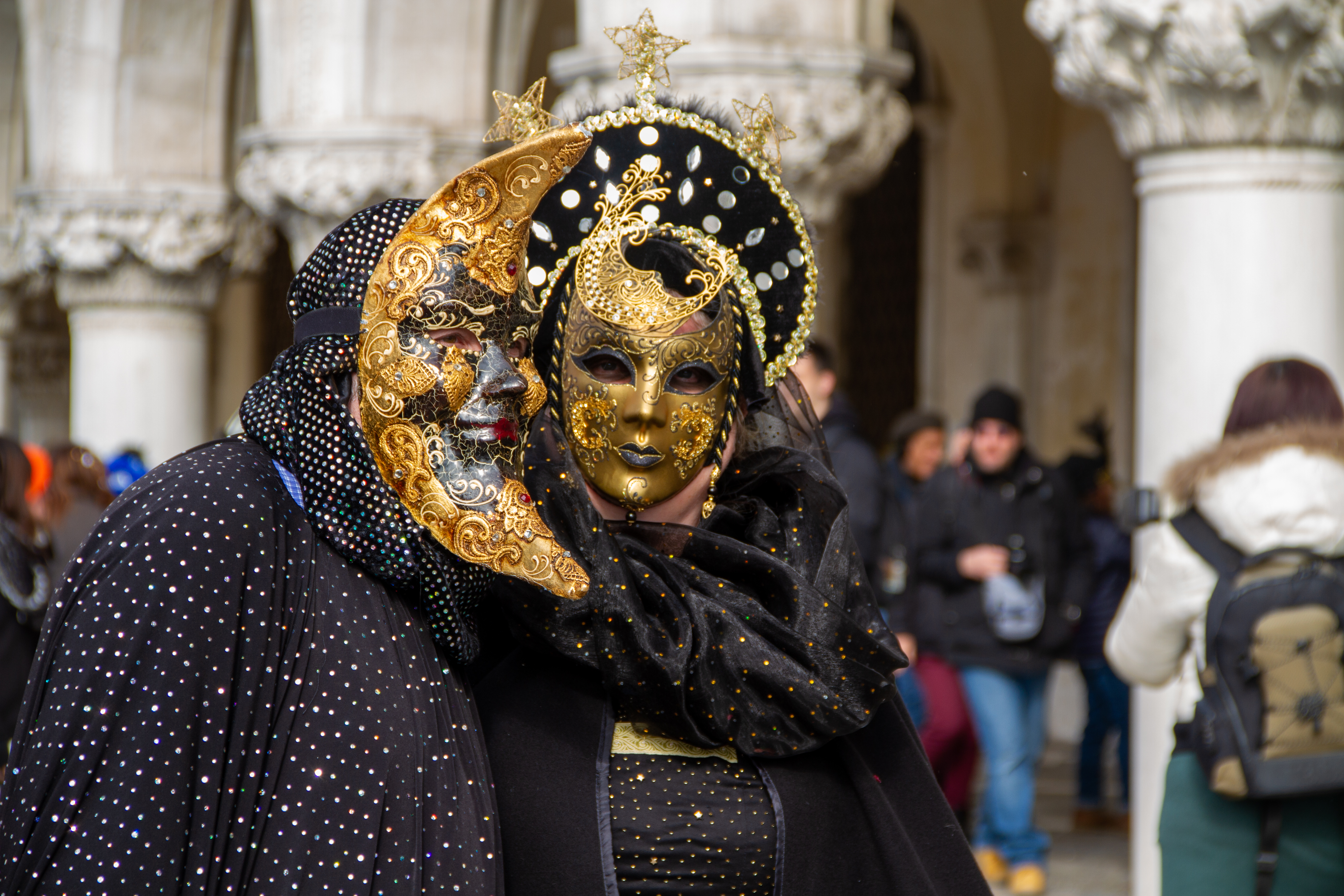
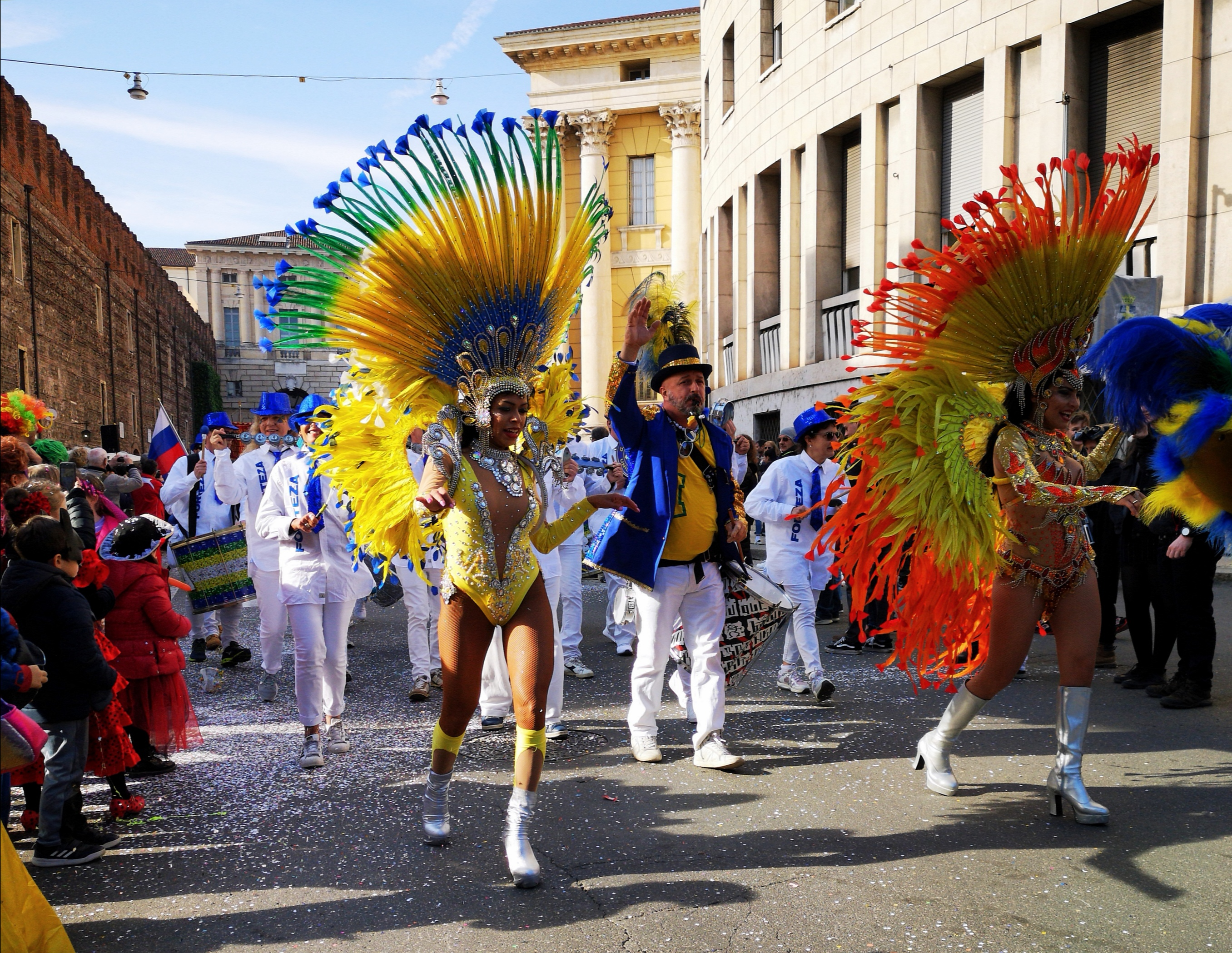
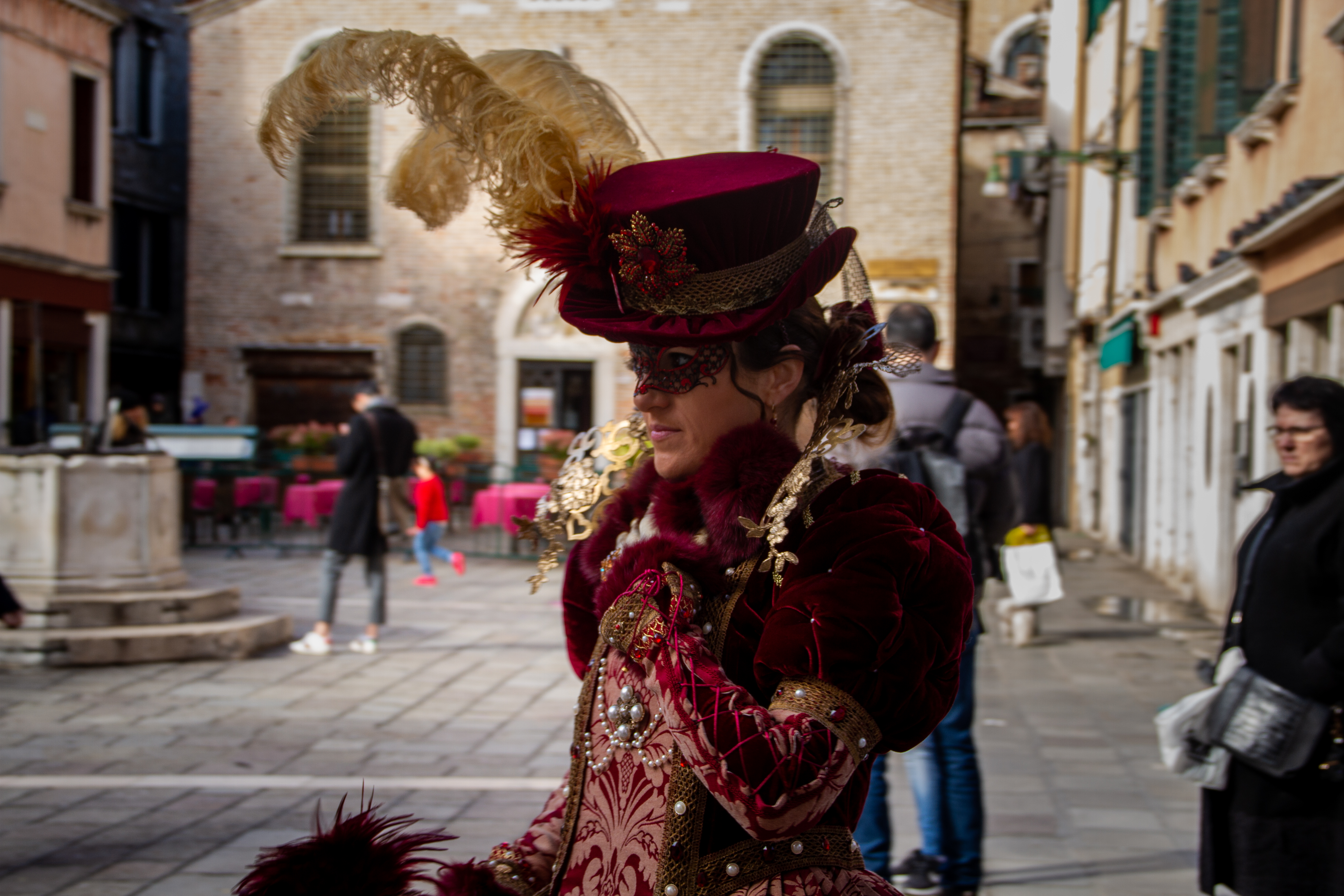
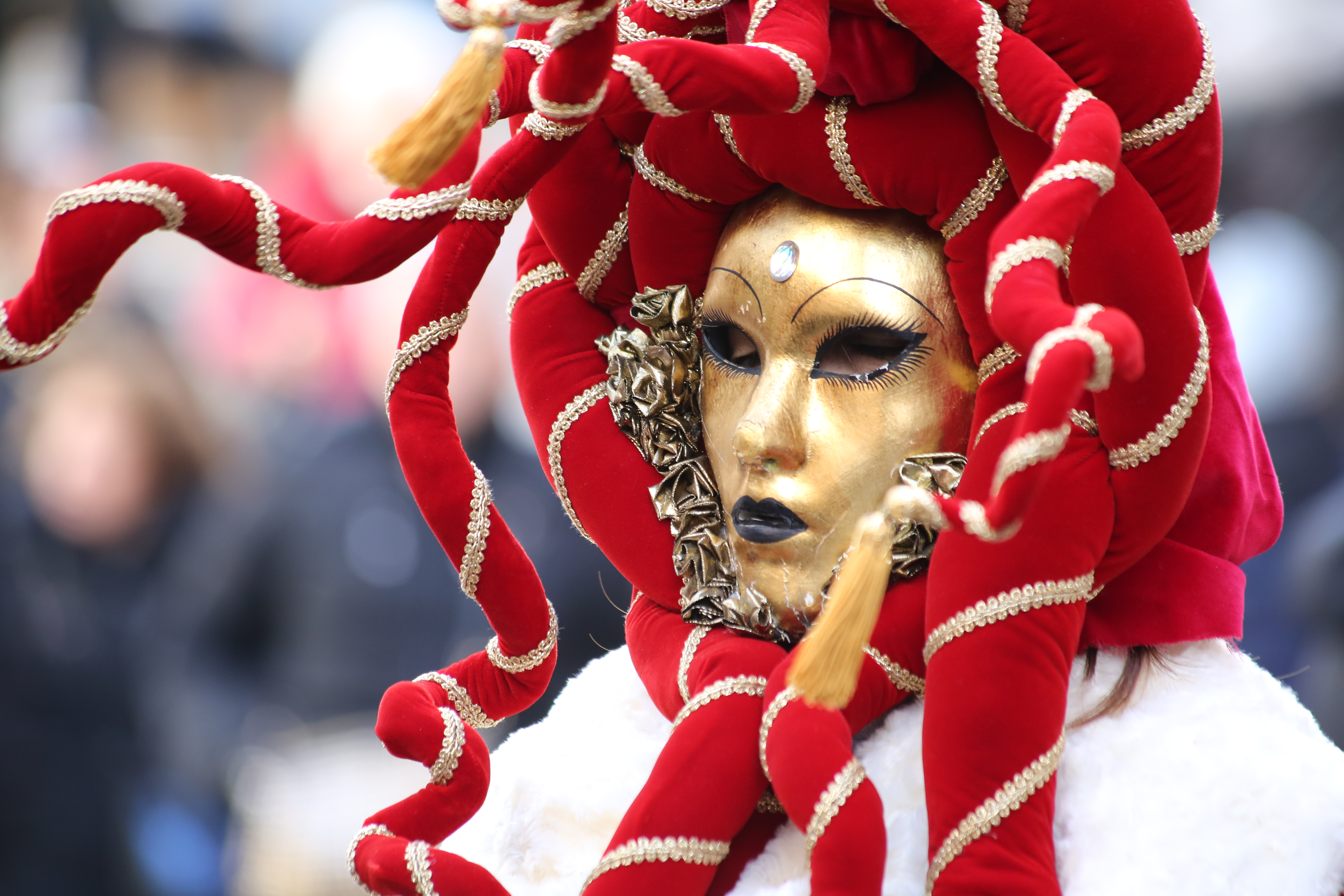